# Fernando Morena
Fernando Morena Velora (ur. 2 lutego 1952) – piłkarz urugwajski noszący przydomek Nando, napastnik. Wzrost 177 cm, waga 75 kg. Później trener.
Morena jest strzelcem wszech czasów ligi urugwajskiej - w 244 meczach zdobył 230 bramek. W swojej blisko 20-letniej karierze zdobył 667 bramek.

## Kariera klubowa
Morena zaczął grać w piłkę w 1968 w klubie Racing Montevideo. W 1969 przeniósł się do klubu River Plate Montevideo, w którym występował do roku 1972.
Do klubu CA Peñarol Morena przybył w 1973 roku. Już w swoim pierwszym sezonie zdobył wraz z nowym klubem tytuł mistrza Urugwaju. W latach 1973–1978 sześć razy był królem strzelców ligi urugwajskiej. Był także najlepszym strzelcem podczas turniejów Copa Libertadores 1974 i Copa Libertadores 1975.
W 1979 roku Morena przeniósł się do Hiszpanii, do klubu Rayo Vallecano, a w 1980 na jeden sezon do Valencii.
Morena powrócił do Urugwaju już w 1981 i znów zaczął grać w Peñarolu, któremu pomógł w zdobyciu tytułu mistrzowskiego w 1981 i 1982. Zwyciężył również w turnieju Copa de Oro w 1981, wygrał turniej Copa Libertadores 1982 oraz w tym samym roku Puchar Interkontynentalny.
W 1983 Morena przeniósł się do Brazylii, gdzie grał w klubie CR Flamengo. W 1984 grał już w Argentynie, w klubie Boca Juniors, a na zakończenie swej kariery wrócił w 1985 do Peñarolu.
Od 1973 do 1986 Morena (jako piłkarz Peñarolu) rozegrał w ramach turnieju Copa Libertadores (najbardziej prestiżowym turnieju klubowym Ameryki Południowej) 77 meczów w których zdobył 37 goli. Zaliczany jest do grona najbardziej znaczących postaci w historii tej imprezy.

## Kariera reprezentacyjna
Morena, debiutując w reprezentacji Urugwaju 27 października 1971 w meczu z Chile, wygranym 3:0, zdobył bramkę. Łącznie koszulkę reprezentacyjną przywdziewał 53 razy, zdobywając dla drużyny narodowej 22 gole.
Będąc graczem Peñarolu wziął udział w finałach Mistrzostw świata w 1974 roku, gdzie Urugwaj odpadł już w fazie grupowej. Morena zagrał we wszystkich trzech meczach - z Holandią, Bułgarią i Szwecją.
Wziął udział w turnieju Copa América 1975, w którym Urugwaj jako obrońca tytułu bez gry awansował do półfinału. Morena zagrał w obu meczach z Kolumbią. W pierwszym meczu Celestes przegrali niespodziewanie aż 0:3. W rewanżu Urugwaj dzięki bramce Moreny wygrał 1:0, jednak nie wystarczyło to, by awansować do finału.
Nie zagrał ani razu w nieudanym dla Urugwaju turnieju Copa América 1979, wziął za to udział w turnieju Copa América 1983, w którym Urugwaj zdobył tytuł Mistrza Ameryki Południowej. Morena zagrał tylko w dwóch zwycięskich meczach fazy grupowej rozegranych na własnym boisku, strzelając drużynom Chile i Wenezueli po jednej bramce. Nie zagrał w półfinale z zespołem Peru, a ani w finale z Brazylią.

## Sukcesy

### Trofea krajowe
| Season | Team    | Title           |
| ------ | ------- | --------------- |
| 1973   | Peñarol | Mistrz Urugwaju |
| 1974   | Peñarol | Mistrz Urugwaju |
| 1975   | Peñarol | Mistrz Urugwaju |
| 1978   | Peñarol | Mistrz Urugwaju |
| 1981   | Peñarol | Mistrz Urugwaju |
| 1982   | Peñarol | Mistrz Urugwaju |

### Trofea międzynarodowe
| Season | Team        | Title                     |
| ------ | ----------- | ------------------------- |
| 1980   | Valencia CF | Superpuchar Europy        |
| 1981   | Peñarol     | Copa de Oro               |
| 1982   | Peñarol     | Copa Libertadores         |
| 1982   | Peñarol     | Puchar Interkontynentalny |
| 1983   | Urugwaj     | Copa América              |

### Król strzelców
| Season | Team    | Title             |
| ------ | ------- | ----------------- |
| 1973   | Peñarol | Liga urugwajska   |
| 1974   | Peñarol | Liga urugwajska   |
| 1974   | Peñarol | Copa Libertadores |
| 1975   | Peñarol | Liga urugwajska   |
| 1975   | Peñarol | Copa Libertadores |
| 1976   | Peñarol | Liga urugwajska   |
| 1977   | Peñarol | Liga urugwajska   |
| 1978   | Peñarol | Liga urugwajska   |
| 1982   | Peñarol | Liga urugwajska   |
| 1982   | Peñarol | Copa Libertadores |